# Mors (Insel)
Mors (auch Morsø oder Morsland) ist eine Insel im Limfjord im nördlichen Jütland. Im Westen und Osten ist sie über Brücken zu erreichen, im Norden und Süden durch Fährverbindungen. Die höchste Erhebung (Salgerhøj) ist 89 m hoch. Ähnlich wie die Nachbarinsel Fur hat Mors Vorkommen von Moler.
Hauptort der Insel ist Nykøbing Mors. Er ist Sitz der Verwaltung der Kommune Morsø. Die Insel ist 363,31 km² groß. Bei der dänischen Kommunalreform zum 1. Januar 2007 blieb die Kommune, zu der außer Morsø noch einige kleinere Inseln wie Agerø gehören, unangetastet, gehört jetzt jedoch statt zum Viborg Amt zur Region Nordjylland.

## Vorgeschichte
In der Gemeinde Morsø blieben zwei Megalithanlagen und 223 Grabhügel erhalten, während fast 1.200 Hügel und einige Megalithanlagen ausgegangen sind. An mehreren Stellen wurden Gräber der Einzelgrabkultur, aus der Dolch- und Bronzezeit gefunden. Im Hügel Hvilshøj auf Karby Mark wurden in einem Brandgrab der Bronzezeit Accessoires für Frauenfrisuren gefunden, darunter ein Haarnetz in Sprangtechnik und ein Kamm. In Solbjerg wurde die Brandstelle eines Bauernhofs aus der Zeit um Christi Geburt gefunden. Unter den verkohlten Körnern befindet sich der älteste Roggen Dänemarks. Bei Dalgård südlich von Fårup wurden am Strand neun Grubenhäuser mit Keramik und eine Fibel aus dem 7. Jahrhundert ausgegraben. Es wurden auch Glasperlen und Webgewichte gefunden. Wahrscheinlich befand sich hier ein Handelsposten. Unmittelbar oberhalb des Strandes wurden vier Langhäuser aus der Wikingerzeit gefunden. 
Die Einwohnerzahl sank in den Jahren 1970 bis 2025 von 25.029 auf 19.486.

## Sehenswürdigkeiten

### Naturdenkmäler
- Legind/Højris
- Der Hanklit ist ein 62 m hoher Felsen auf der Insel Mors. Er besteht aus durch vulkanische Ascheschichten unterbrochenem Moler, der von weichselzeitlichen Schmelzwasserablagerungen bedeckt ist. Am Fuß des Kliffs kann man Fossilien aus der Kreidezeit finden (z. B. versteinerte Seeigel und Schwämme), die allerdings nicht aus dem Moler des Kliffs stammen.
- Der Salgjerhøj ist mit 89 m die höchste Erhebung der Insel Mors
- Feggeklit ist ein etwa 25 Meter hoher und einen Kilometer langer Bergrücken an der Nordseite der Insel. Der Name geht auf König Fegge zurück, einer Gestalt der dänischen Sagenwelt, die auch in Shakespeares Hamlet vorkommt (Hamlets Stiefvater und Onkel). Fegge soll hier mit seinem Bruder Horvendel eine Burg bewohnt haben. Die Stelle, an der sich das Grab dieses Königs befinden soll, ist mit Steinen markiert. Ein archäologischer Beweis für das Vorhandensein einer Grabstätte an diesem Ort konnte bislang nicht erbracht werden. Die Anhöhe steht seit 1963 unter Denkmalschutz.
- Das Vogelreservat auf der Insel Agerø
- Legindbjerge Plantage (Waldgebiet)
- Den røde Galt, der Findling liegt vor der Nordwestküste im Limfjord

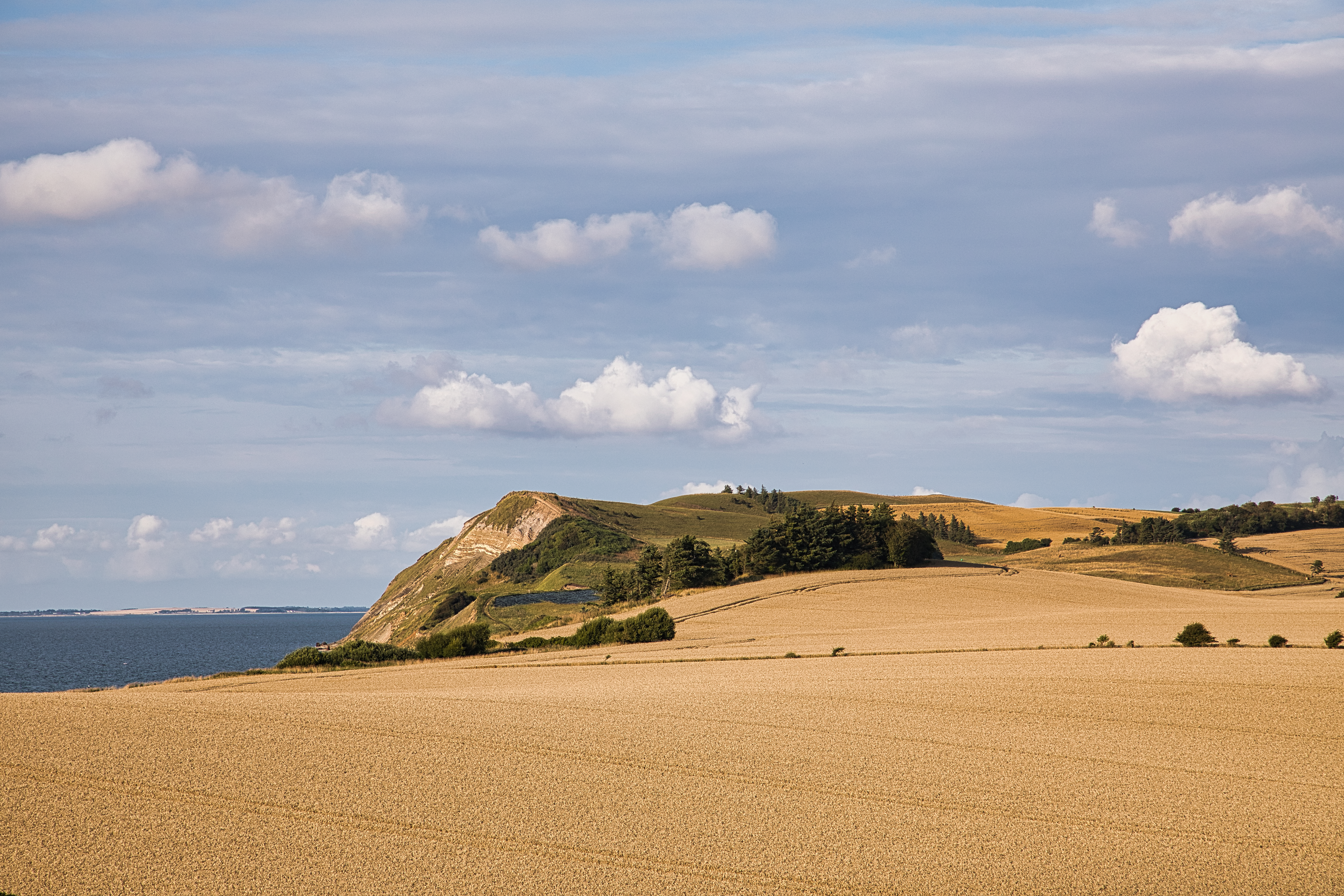
Blick zum Hanklit von Süden
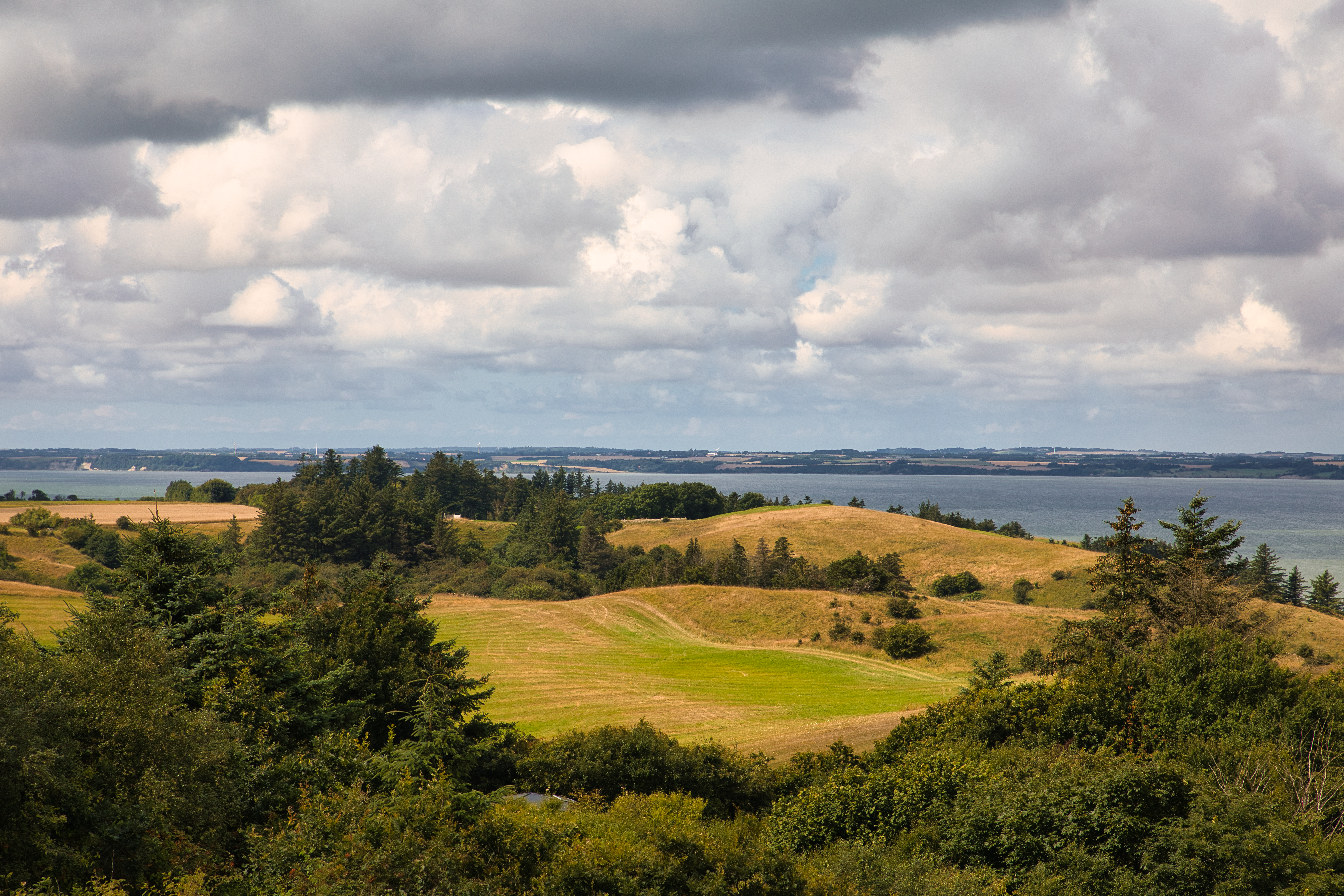
Blick von Flade über den Limfjord
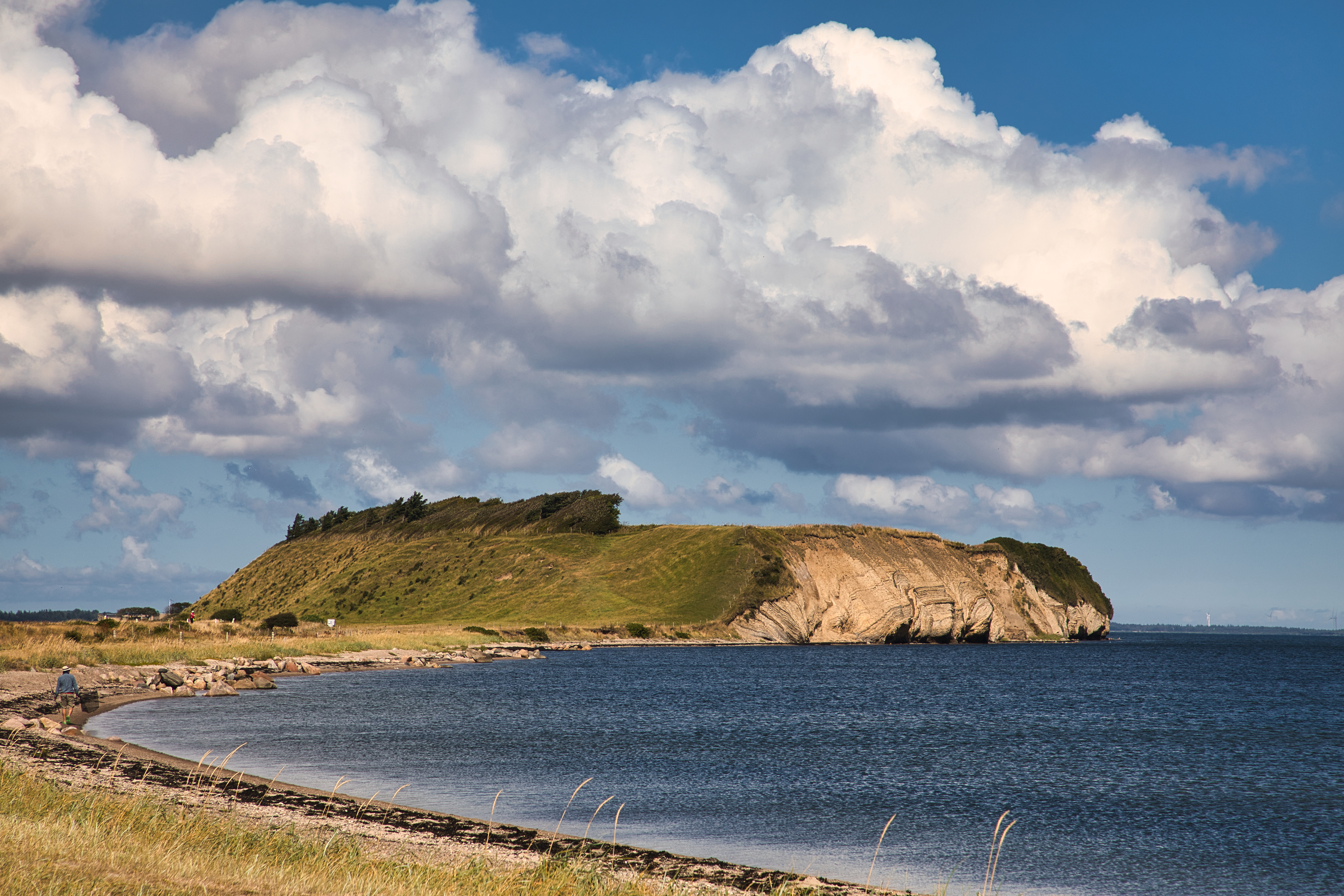
Der Feggeklit

### Kultur
- Im Dueholm Kloster in Nykøbing befindet sich der Hauptsitz des Historischen Museums (Morslands Historiske Museum).
- Jesperhus Blomsterpark ist Skandinaviens größter Blumenpark, es werden tropische Gewächse, Schmetterlinge, Fische, Amphibien und Vögel ausgestellt. Angeschlossen ist ein Feriencenter mit Übernachtungsmöglichkeiten, Schwimmbad und Bowlingbahn.
- Schloss Højriis südlich von Nykøbing geht auf eine mittelalterliche Anlage zurück und erhielt seine heutige Gestalt im 19. Jahrhundert.
- Dalgaards Østerhøj
- Ganggrab von Thusbjerg

## Verkehr
Quer über die Insel führt die Fernstraße Primærrute 26, die im Süden Mors über die Sallingsundbroen mit der Halbinsel Salling verbindet und im Norden über die Vilsundbroen mit Thy.